# 가와히가시촌 (가가와현)
가와히가시촌(일본어: 川東村)은 일본 가가와현 가가와군에 있던 촌이다. 

## 역사
- 1890년 2월 15일 - 정촌제 시행에 수반해, 가가와군 오노촌이 성립하였다.
- 1955년 4월 1일 - 오노촌. 아사노촌과 합병해 가가와정이 성립, 동일 가와히가시촌은 폐지되었다.

## 교통

### 철도
- 고토히라 전철
  - 고토히라 전철 시오노에선

## 참고 문헌
- 角川日本地名大辞典編纂委員会, 『角川日本地名大辞典 43 香川県』, 1985, 角川書店
- 四国新聞社 編『香川年鑑』 昭和30年、四国新聞社、高松市、1954年11月30日。doi:10.11501/3022103。 NCID BB10788678。OCLC 673819408。